# Balakros

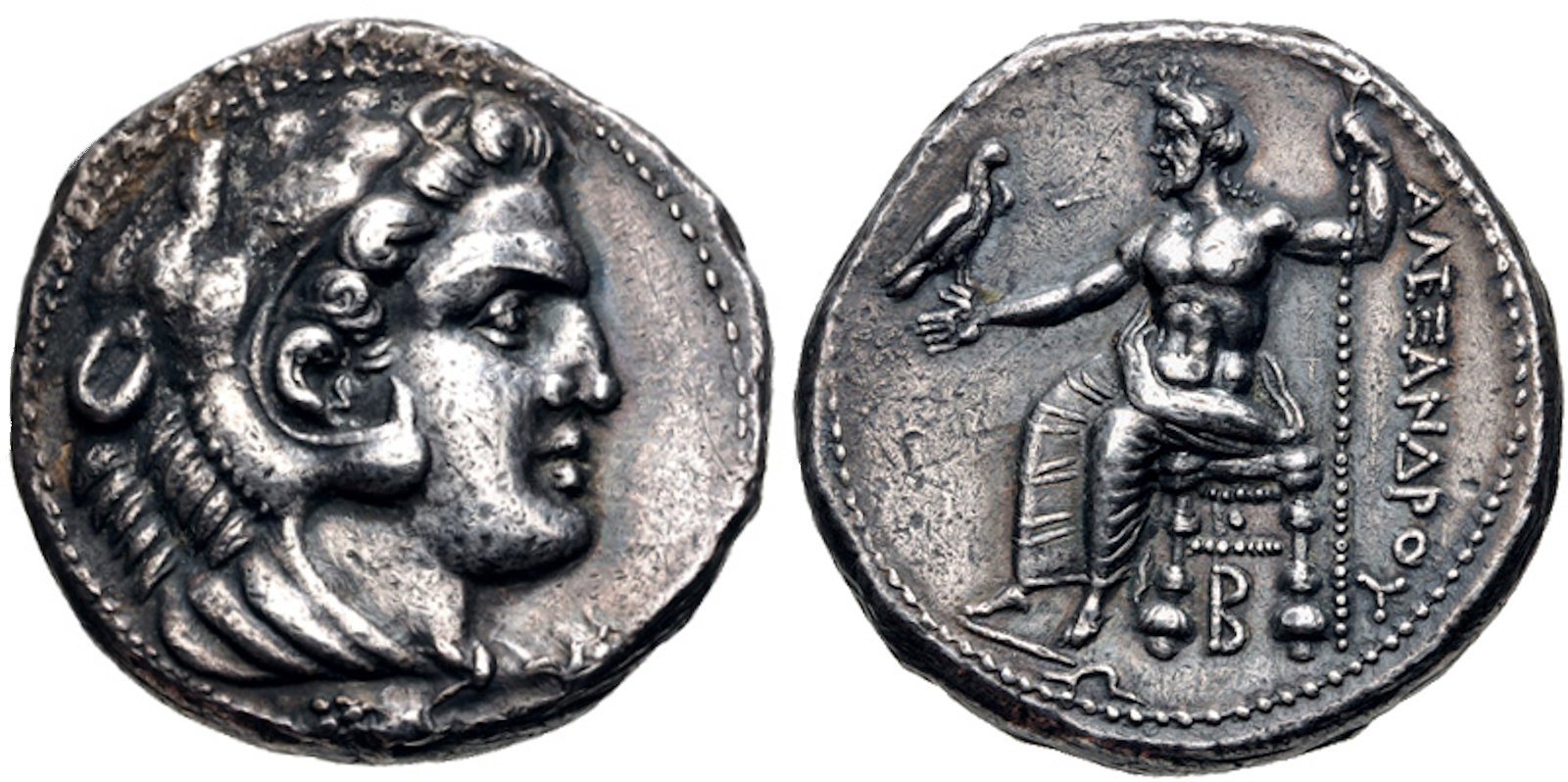
Đồng tiền xu của Alexandros được Balakros hoặc Menes đúc vào khoảng năm 333-327 TCN. Chữ cái "B" nằm ở dưới ngai vàng của thần Zeus.

Balakros (tiếng Hy Lạp: Bάλακρoς), còn gọi là Balacrus, ông là một người con trai của Nicanor và là một thành viên thuộc lực lượng "Somatophylakes" (cận vệ) của Alexandros Đại đế. Sau trận Issus vào năm 333 TCN, ông đã được bổ nhiệm làm satrap của Cilicia. Ông đã thay thế vị satrap cuối cùng của nhà Achaemenes ở Cilicia là Arsames.

## Sự nghiệp
Balakros đã hoàn thành cuộc chinh phục khu vực Tiểu Á cùng với Calas, vị satrap của Hellespontine Phrygia, và Antigonos, vị satrap của Phrygia.
Balakros có lẽ đã cưới Phila, con gái của Antipatros, bà sau này đã trở thành vợ của Crateros.
Ông có lẽ đã nằm dưới sự giám sát của Menes từ năm 331 TCN, ông ta là người nắm giữ chức vụ Hyparch hoặc Strategoi cho khu vực trải dài từ Babylon tới Syria, Phoenicia, và Cilicia.
Ông đã tử trận khi giao chiến với người Pisidia trước thời điểm Alexandros qua đời. Thời điểm ông qua đời có thể vào khoảng năm 328 TCN hoặc 323 TCN.

## Tiền xu
Balakros là một trong số những vị satrap thời Hy Lạp hóa tiếp tục sử dụng kiểu tiền xu của nhà Achaemenes cho tiền xu của họ với hình ảnh vị thần địa phương của Tarsus, thần Baal. Tiền xu của ông có khắc tên của ông và sau này chỉ là chữ cái "B" trong tên của ông. Đồng tiền xu này được cho là đã có ảnh hưởng đến loại tiền xu của Alexandros, chúng ban đầu đã được đúc ở cùng một nơi. Những đồng tiền xu của Alexandros thường được cho là đã được đúc ở Tarsos vào khoảng từ năm 333-327 dưới sự cai trị của Balakros hoặc Menes.

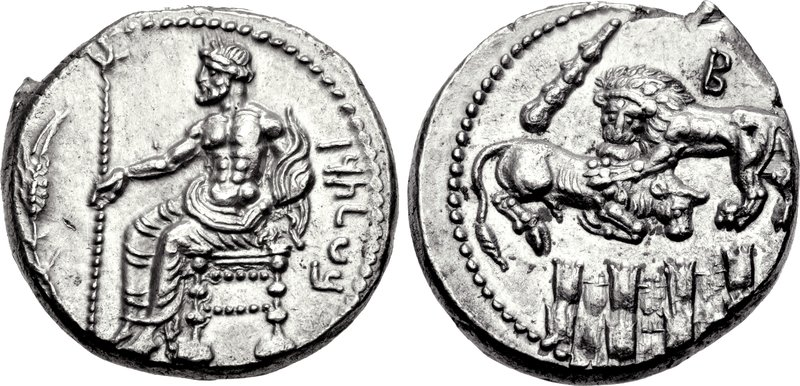
Tiền xu của Balakros khi là Satrap của Cilicia. Tarsos khoảng năm 333-323 TCN.
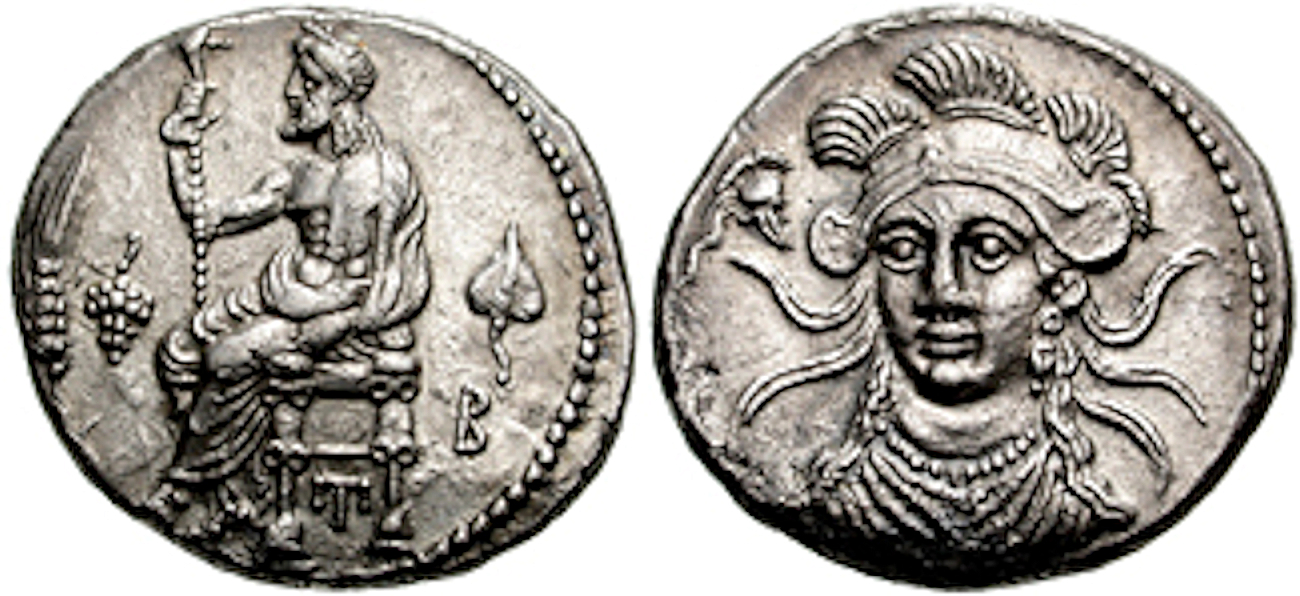
Tiền xu của Balakros khi là Satrap của Cilicia. Tarsos khoảng năm 333-323 TCN.
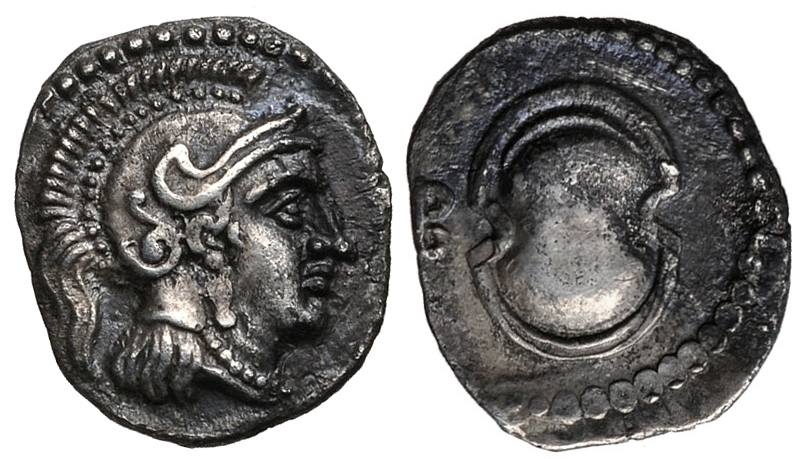
Tiền xu của Balakros khi là Satrap của Cilicia. Tarsos khoảng năm 333-323 TCN.
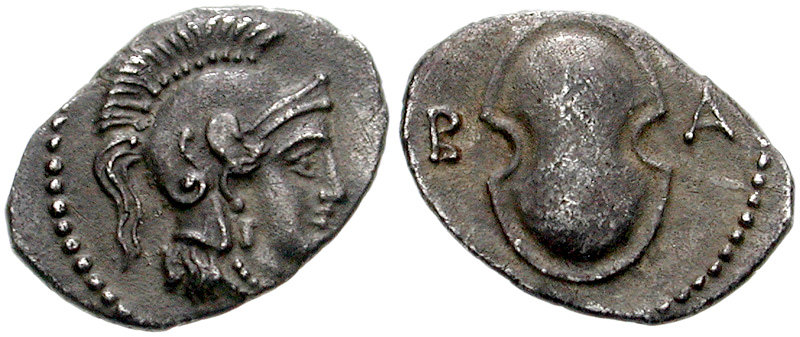
có thể là tiền xu của Balakros với các chữ cái "B-A".